# Калкан гладенький
Калкан гладенький, або ромб (Scophthalmus rhombus) є видом камбал родини (Scophthalmidae). Зустрічається біля берегів Північної Америки, у Балтійському і Середземному морі, на глибоких ділянках узбережжя. Відзначається в Чорному морі.